# Isona
Isona es una localidad española del municipio leridano de Isona y Conca Dellá, en la comunidad autónoma de Cataluña. Es sede del ayuntamiento del municipio.

## Historia

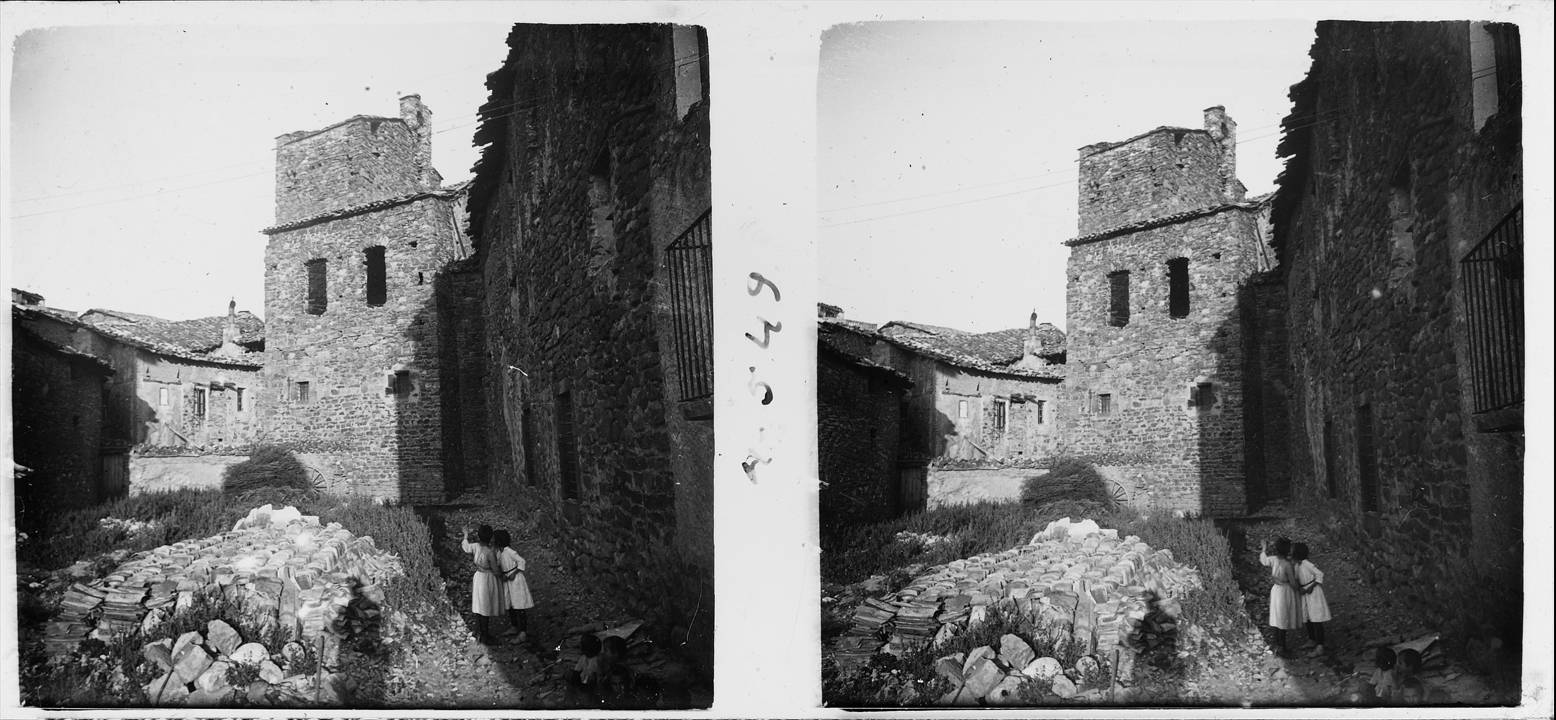
Iglesia de Isona hacia comienzos del

Se encuentra en las proximidades de la villa ibero-romana de Aeso.
Durante la primera guerra carlista, en la villa se atrincheró el carlista Ros de Eroles con 200 hombres, atacado por el gobernador del partido de Talarn en 1834. Este gobernador, para conseguir conquistar la localidad, se vio precisado a retirarse —pues los carlistas recibieron refuerzos— y volver más adelante con ayuda de tropas gubernamentales y algunos soldados de los pueblos cercanos, con lo que consiguió tomar Isona.
Hacia mediados del siglo XIX, la localidad contaba con una población de 717 habitantes. Aparece descrita en el noveno volumen del Diccionario geográfico-estadístico-histórico de España y sus posesiones de Ultramar de Pascual Madoz de la siguiente manera:

ISONA: villa con ayunt. de la prov. de Lérida (15 horas), part. jud. y adm. de rent. de Tremp (3), aud. terr. y c. g. de Barcelona (34), dióc. de Seo de Urgel (15): se halla sit. en la Conca de Tremp á 2 1/2 horas de la orilla izq. del r. Noguera-Pallaresa, en el estremo de un llano, que empieza desde esta v. á declinar en una pendiente suave que termina en el barranco denominado Rio de San Salvador de Tolo: disfruta de buena ventilacion por todos los vientos, y su clima es bastante sano. Forman la pobl. sobre 145 casas, la mayor parte de 2 pisos y de mediana construccion, distribuidas en varias calles, llanas y regularmente empedradas, y 2 plazas denominadas la una Vella, con un pequeño soportal, y la otra al estremo del pueblo, del Arrabal; tiene cárcel pública en un edificio que fué del cabildo de Urgel, un hospital para enfermos pobres, con muy pocas rentas, escuela de primeras letras de fundacion particular, con la dotación de 500 rs. en metálico, casa y una buena finca, cuyo valor en renta será de cerca de 1200 rs.; la igl. parr. (Ntra. Sra. de la Asuncion), está servida en la actualidad por un cura regente que nombra el diocesano, cuyo curato es perpetuo y de primer ascenso: antes tenia comunidad de presbíteros, que componían el cura párroco y 2 beneficiados, cuyo nombramiento era de patronato laical; el cementerio estramuros y á unos 800 pasos E., es capaz y no causa el menor perjuicio á la salud del vecindario. En los alrededores de la villa existen aun algunas torres y una puerta al SE., restos de los antiguos muros de esta importante pobl.: los vecinos se sirven para beber de las aguas de una fuente de muy buena calidad , sit. á 400 pasos NO. de la villa, que sirve ademas para lavadero y abrevadero de los ganados, existiendo contigua á ella una capilla dedicada á la Virgen del Rosario. Confina el térm. por el N. con los de San Roma y Abella; E. con los de Govet, Boixols, Abella y Baronía de Rialp; S. los de Biscarri, San Salvador de Tolo y Conques, y O. otra vez con el de Conques, estendiéndose 1 y 1/2 hora de N. á S. y 3 1/2 de E. á O. Dentro de su jurisd. se encuentra el cas. de Llordá, perteneciente en lo ecl. á la parr. de Covet, y mas arriba hacia el N. de él se descubren las ruinas de un cast., del que todavía se conserva en pie parte de la torre: inmediato á este cas. hay un santuario con casa para el ecl., denominado de Ntra. Sra. de la Posa, de patronato del ayunt., con rentas suficientes para sostenerse; en la misma direccion, una hora separado, hay otro cas. miserable llamado Seiall, y á 3/4 de este último, caminando al NO., una casa llamada lo Mullol; tambien existen dos minas de carbon de piedra que no se benefician, la una á 1/4 hora E. de la villa en la partida de Sentana y la otra á 1/2 hora N. en el torrente de la Posa, que se tiene por de mejor calidad, del cual se utilizan algunos vec. por encontrarse muy á la vista: ademas de varias fuentes que hay esparcidas por el térm., y á los muchos barrancos que se forman de las vertientes del monte de Seiall, no hay otro de curso perenne y que se aprovechen sus aguas, sino el llamado de Sentaña del Molí, que corre á 1/4 de Isona, y sirve para el riego de algunos huertos, y recogidas después en una balsa, dan movimiento á 2 molinos harineros mas abajo de la pobl. El terreno es bueno en los alrededores de la v., pero á medida que se va apartando, es quebrado, flojo, pedregoso y de mala calidad; con un estenso bosque de matorrales que en otro tiempo contenia hermosos pinos para madera, y era propiedad del cabildo de Urgel, sin embargo de que los vecinos han tenido siempre el derecho de dejar pacer los ganados y cortar leña, y la propiedad de las vertientes ó rebaixans: pasan por las inmediaciones de esta v. el camino que va desde San Salvador de Tolo á la Seo de Urgel, y otro que de los part. de Sort y Viella conducen á tierra baja, de herradura y medianamente conservados: tiene una estafeta dependiente de la administración de Artesa de Segre, donde se recibe la correspondencia los lunes, miércoles y sábados; y al regresar el conductor de la Conca de Tremp para Artesa, recoge la de esta v. en los mismos días. prod.: la calculada en un año comun es de 2,500 cuarteras de trigo, 1,500 de centeno, 100 de cebada, 50 de avena, 8,000 cestales de vino y 150 arrobas de aceite, á pesar de que el plantío de olivos sufrió considerablemente con las heladas de los años 1827, 30 y 35; cria ganado lanar y cabrío, ademas del vacuno, mular y asnal para las labores del campo; hay mucha caza de perdices, liebres y conejos, y en el bosque lobos y jabalíes. ind.: á mas de la agrícola y de los oficios mas indispensables, existen 3 molinos harineros de una sola muela, uno aceitero y 2 fábricas de aguardiente. comercio: 2 tiendas de comestibles que proveen los arrieros de la tierra baja, de arroz, pescado salado y géneros coloniales. Se celebran 2 ferias al año el 8 de febrero y el 11 y 12 de setiembre, no muy concurridas, en que se venden bueyes, ganado menor, frutos del país y los art. de vestir para los labradores. pobl.: 120 vec., 717 alm. cap. imp.: 142,630. contr.: el 14'28 por 100 de esta riqueza.
(Madoz, 1847, p. 464)

En 1970 el término municipal de Isona desapareció, al fusionarse con los de Sant Romá de Abella, Benavent de Tremp, Orcau, Figuerola de Orcau y Conques para dar lugar al municipio de Conca d'Alla, renombrado como Isona i Conca Dellà en la década posterior.

## Demografía
| Gráfica de evolución demográfica de Isona entre 1842 y 1960 |
| |
| Población de derecho según los censos de población del INE Población de hecho según los censos de población del INEEn este censo se denominaba Isonci: 1842 Entre el censo de 1857 y el anterior, crece el término del municipio porque incorpora a 255143 (Covet), 255258 (Montadó) Entre el censo de 1970 y el anterior, este municipio desaparece porque se integra en el municipio 25115 (Isona y Conca d'Alla) |

En 2021, la entidad singular de población de Isona tenía censados 587 habitantes y el núcleo de población 571 habitantes.